# Maria Luísa de Parma
Maria Luísa de Parma (nome completo em italiano:  Luisa Maria Teresa Anna di Borbone; Parma, 9 de novembro de 1751 – Roma, 2 de janeiro de 1819) foi a esposa do rei Carlos IV e Rainha Consorte da Espanha de 1788 até a abdicação forçada do marido em 1808, na sequência do Motim de Aranjuez.
Nascida uma princesa italiana do Ducado de Parma, filha de Filipe, duque de Parma e de sua esposa, Luísa Isabel da França, ela foi criada na corte do avô materno, o rei Luís XV. Em 1765, aos 14 anos, Maria Luísa casou-se com Carlos, príncipe das Astúrias, o futuro rei da Espanha. Entre os muitos filhos do casal estavam o futuro rei Fernando VII da Espanha, Carlota Joaquina, rainha de Portugal, Brasil e Algarves como consorte de D. João VI, e Maria Isabel, rainha consorte do Reino das Duas Sicílias.
Ela era impopular entre o povo e a aristocracia. O nome de Maria Luísa esteve vinculado a uma série de difamações, conspirações e amantes. A propaganda política da época lhe acusava de ser uma mulher promíscua, infiel e que, juntamente com o suposto amante, o primeiro-ministro Manuel Godoy, influenciava o rei. Ela era rival da duquesa de Alba e da duquesa de Osuna, bem como de sua nora, a princesa Maria Antónia de Nápoles, cuja morte precoce foi atribuída a um envenenamento causado pela rainha.
O envolvimento de Carlos IV nas Guerras Napoleônicas e disputas familiares internas entre o rei e a rainha e o filho, Fernando, príncipe das Astúrias, minaram o já decrescente apoio à monarquia Bourbon na Espanha. Em 1808, na sequência do Motim de Aranjuez, o rei foi forçado a abdicar ao trono em favor do filho, que ascendeu como rei Fernando VII, e partir para o exílio. Maria Luísa acompanhou o marido na França e Itália, respectivamente. Ela morreu no exílio em Roma, aos 67 anos, sem nunca ter retornado à Espanha.
Mais recentemente, historiadores consideram que a impopularidade da rainha foi resultante de um contexto antiabsolutista e antiaristocrata pós Revolução Francesa, cuja vinculação da figura da rainha infiel e libertina no imaginário coletivo atuava como propaganda política e não esteve reservada apenas à Maria Luísa, mas também a demais rainhas e nobres do período.

## Início de vida

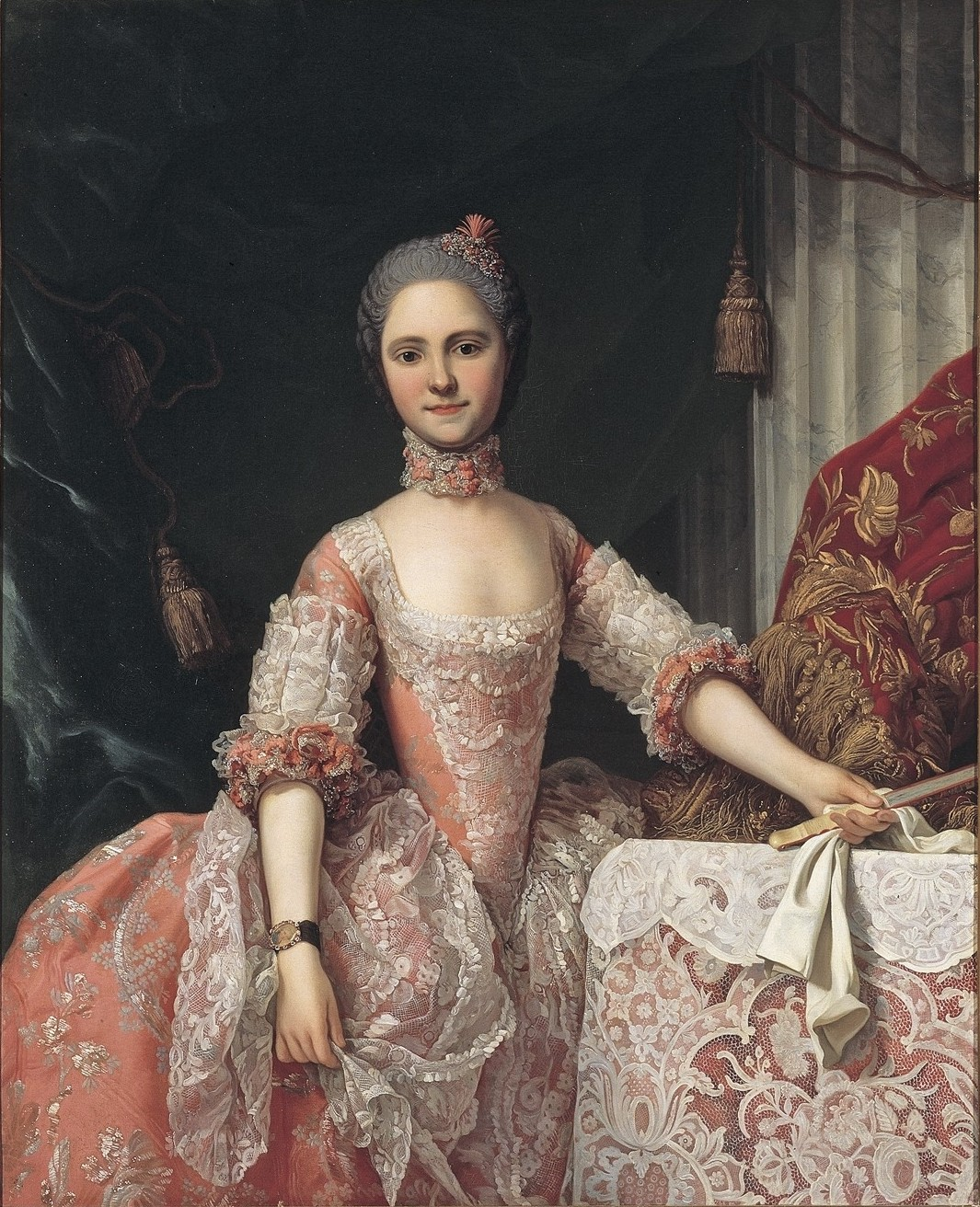
Maria Luísa quando princesa de Parma, por Giuseppe Baldrighi

Nascida em Parma em 9 de dezembro de 1751, era a filha mais nova de Filipe, duque de Parma, e de sua esposa, Luísa Isabel da França. Mais conhecida como Maria Luísa, foi batizada Luísa Maria Teresa Ana em homenagem aos seus avós maternos e a irmã favorita de sua mãe, Henriqueta Ana da França. Era neta paterna de Filipe V da Espanha e Isabel Farnésio e materna de Luís XV da França e Maria Leszczyńska. Ela tinha dois irmãos mais velhos: Isabel e Fernando.
Devido à influência de sua mãe, recebeu uma educação francesa na corte de seu avô materno. Seus tutores foram a marquesa Grigny e o controverso abade Étienne Bonnot de Condillac, discípulo de John Locke e colaborador de Voltaire, que defendia certas liberdades em termos de moralidade, como os ensinamentos empíricos da doutrina sensualista que naquela época eram inadequados para damas nobres.
Numa série de negociações entre sua mãe e avô materno foi acordado que Maria Luísa desposaria Luís, duque da Borgonha, herdeiro do trono francês, casamento que não se veio a concretizar em decorrência da morte do jovem duque. Ela também foi sugerida como noiva ao arquiduque José da Áustria, recentemente viúvo de sua irmã Isabel, mas este projeto também não se concretizou.
Finalmente, em 4 de setembro de 1765, no Real Sitio de San Ildefonso, Maria Luísa, aos 14 anos, casou-se com seu primo, Carlos, príncipe de Astúrias (futuro Carlos IV), filho de Carlos III e herdeiro ao trono da Espanha. O casal teria quatorze filhos, dos quais apenas sete chegariam à idade adulta.

## Princesa de Astúrias

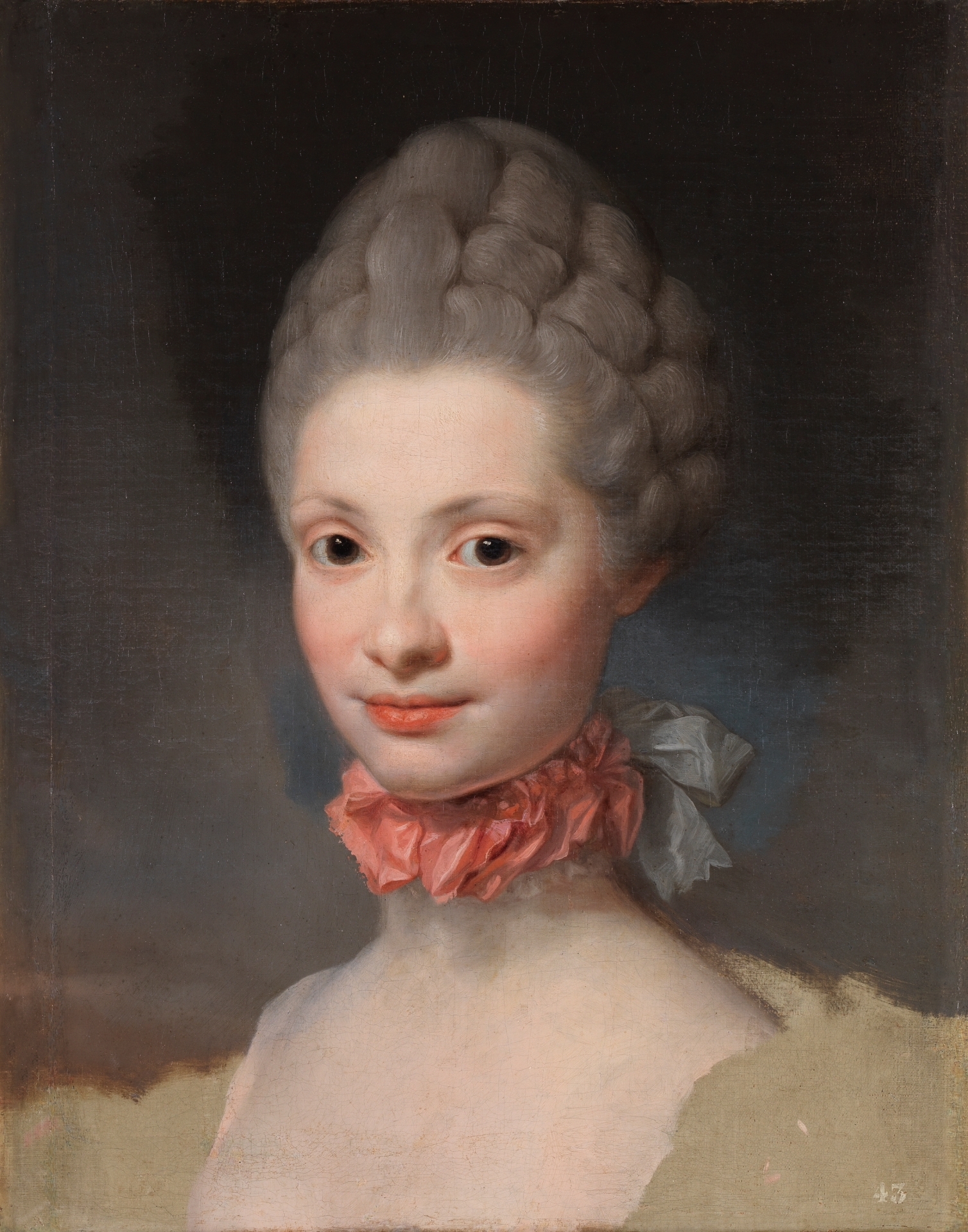
Maria Luísa quando princesa de Astúrias, por Anton Raphael Mengs

Maria Luísa, como esposa do herdeiro espanhol, exibia um comportamento considerado escandaloso pela fechada e austera corte espanhola; ela era muito orgulhosa de seus braços e fazia de tudo possível para mostrá-los seja no verão ou no inverno.
Apesar de beleza não ser o forte de Maria Luísa (suas múltiplas gravidezes deformaram o seu corpo e tinha uma dentadura de pérolas no lugar de seus dentes podres) não demorou para que rumores acerca da infidelidade da princesa começassem a circular na corte e amantes fossem apontados. E em certo ponto ela chegou a ganhar o epíteto de '"a impura prostituta". No entanto, o Príncipe de Astúrias estava seguro da fidelidade da mulher, afirmando que "tinha se casado com uma princesa e não com uma mulher plebeia que o trairia", ao que seu pai, o rei Carlos III, retrucou: "mas meu filho, que imbecil você é... Princesas também podem ser putas".
Seu gosto por moda e festas luxuosas também contribuíram para que uma série de difamações acerca de sua imagem fossem difundidas. Logo, a imagem de Maria Luísa estaria ligada a de uma mulher perdulária, sendo até mesmo comparada com a rainha Maria Antonieta da França. Ademais, ela não mantinha uma boa relação com Carlos III, tampouco com a cunhada Dona Mariana Vitória de Bragança, preferida de seu sogro. Maria Luísa até mesmo providenciou que após a morte da cunhada em 1788, o filho desta fosse enviado para a corte portuguesa a fim de ser educado pela mãe de Mariana Vitória, a rainha Dona Maria I de Portugal.
Ainda como princesa de Astúrias, testemunhou as negociações entre Espanha e Portugal que resultariam na assinatura do contrato de casamento entre sua filha Carlota Joaquina e o futuro rei D. João VI de Portugal.

## Rainha
Em 14 de dezembro de de 1788, Carlos III faleceu aos 72 anos e os príncipes das Astúrias são proclamados rei e rainha da Espanha. Em julho de 1789, Maria Luísa da à luz a sua décima primeira criança, a infanta Maria Isabel, cuja paternidade sempre atribuiu-se a Manuel Godoy, um coronel do exército espanhol de família pobre e futuro primeiro-ministro que Maria Luísa conheceu logo após o nascimento de seu filho Carlos Maria Isidro em 1785. Sua relação com Godoy foi a causa dos vários problemas, tanto políticos quanto familiares, da Espanha da década de 1790 à primeira década do XIX. Acerca de Godoy, apelidado El Choricero, diziam: "Duque por usurpação, príncipe da iniquidade, general na maldade, almirante na traição, lascivo como um garanhão, rodeado de meretrizes, casado com duas mulheres. Na ambição sem paralelo, na arrogância sem paralelo e na ruína do Estado". O filho e herdeiro de Maria Luísa, Fernando, príncipe das Astúrias, frequentemente conspirava contra o amante da mãe.
Como rainha, Maria Luísa era vista como uma mulher devassa, cheia de amantes, lasciva, enquanto seu marido era controlado por seu gênio forte e não tinha qualquer interesse nos afazeres do Estado. Foi apelidada de Luísa Trovejante pela aristocracia e clero da Espanha. Maria Luísa foi uma grande entusiasta de Francisco Goya, que foi nomeado pintor da corte. Em 1799, Goya pintou um retrato equestre de Maria Luísa, na qual a mesma trajava um uniforme militar de um regimento militar espanhol de elite. Este este tipo de pintura equestre com o uniforme militar era normalmente reservado às figuras masculinas e, para muitos, Maria Luísa retratada de tal forma apenas confirmava a dominância da consorte sobre o marido. Em 1800-01, Goya também realizaria um retrato de família real espanhola, influenciado por Velázquez, o qual Maria Luísa, e não o rei, é a figura central, encarnando uma figura matriarca.
Em 1791, a rainha Maria Luísa teve a ideia de fundar uma Real Ordem das Damas Nobres da Rainha Maria Luísa. O projeto tomou lugar por Decreto Real em 21 de abril de 1792. Ela esteve profundamente envolvida no projeto. A ordem deixou um legado para a Espanha, tendo se tornado a mais alta ordem feminina concedida.
Em 1793, os primos de Maria Luísa, os reis Luís XVI da França e Maria Antonieta são executados em decorrência Revolução Francesa e a França, país originário da dinastia Bourbon, se tornou uma república. No mesmo ano é publicado o libelo Vie politique de Marie-Louise de Parme, Reine d’Espagne, um compilado de calúnias acerca da rainha publicados a fim de desacreditá-la.
Nesse ínterim, as relações entre Maria Luísa e seu filho Fernando ficaram ainda mais tensas. A rainha acusava sua nora Maria Antónia de Nápoles de conspirar juntamente com o partido napolitano na corte espanhola, que difundia todo tipo de acusação contra a Maria Luísa e Godoy. Em uma carta para Godoy a rainha chegou a dizer que "altitudes devem ser tomadas contra a diabólica serpe da minha nora e meu ambicioso covarde filho". Pouco depois a nora de Maria Luísa faleceria em circunstâncias suspeitas, levantando rumores de envenenamento por Maria Luísa e Godoy. A mãe de Maria Antónia, a rainha Maria Carolina de Nápoles, acusou publicamente Maria Luísa de ter envenenado sua filha. Maria Luísa também tinha uma rivalidade com a duquesa de Alba, cuja morte por envenenamento também foi atribuída a rainha, bem como manteve grandes divergências com a duquesa de Osuna.

## Exílio e morte
A Espanha enquanto Maria Luísa e Godoy governavam foi presa fácil das forças de Napoleão Bonaparte. A assinatura do Tratado de Fontainebleau em 1807 causou a entrada do exército francês na Espanha, provocando descontentamento entre a população, inflado por Fernando que desejava suplantar os pais como monarca com o apoio de Napoleão. Em março de 1808, eclodiu o Motim de Aranjuez, uma revolta instigada por cidadãos descontentes e pelos partidários de Fernando que resulta na queda de Godoy, a abdicação de Carlos IV e a ascensão de Fernando como rei da Espanha sob o nome de Fernando VII.

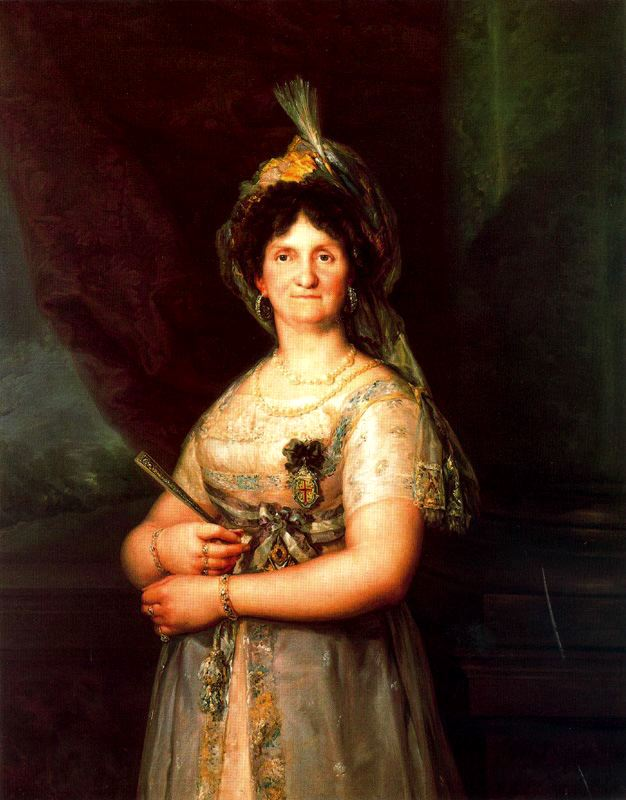
Maria Luísa em 1819

Sob coerção de Napoleão, Maria Luísa e Carlos IV tiveram que deixar a Espanha e se exilar na França, primeiro em Baiona e depois em Compiègne, Aix-en-Provence e Marselha. Seu filho usurpador Fernando VII juntou-se aos pais após ele próprio ter sido destronado por Napoleão em favor do irmão do imperador francês, José Bonaparte. Em 1812, o casal real partiu para a exílio em Roma.
Manuel Godoy seguiu Carlos IV e Maria Luísa em seu exílio e nunca os abandonou. Os reis queriam compensar Manuel Godoy pela sua comprovada fidelidade e pelos sacrifícios que a sua pobreza o obrigou a fazer, quando se viu privado de todos os seus bens. A única possibilidade que tinham para essa compensação era fazer um testamento em favor de Godoy. A rainha testou em 24 de setembro de 1815, com a aprovação e assinatura do rei. No documento, constava que Godoy seria instituído e nomeado herdeiro universal, a quem expressou dever "esta compensação pelas muitas e grandes perdas que sofrera, obedecendo às suas ordens e às do rei e porque, quando havia solicitado isso, impediram-no de sair dos empregos e cargos que tinha". A rainha, nesse documento, implorou a seus filhos e filhas que respeitassem essa decisão, pois era um ato de justiça cristã.
Maria Luísa morreu no exílio em Roma, em 2 de janeiro de 1819, aos 67 anos. Seu marido, Carlos IV, faleceu dias depois em 19 de janeiro de 1819. A rainha espanhola foi sepultada ao lado do marido no Mosteiro de São Lourenço do Escorial, tradicional lugar de sepultamento da realeza espanhola. Em seus últimos momentos Maria Luísa teria confidenciado ao Frade Juan de Almaráz que "Nenhum dos meus filhos é de Carlos IV e, portanto, a dinastia Bourbon foi extinta na Espanha." O documento escrito da confissão existe, no entanto sua autenticidade é contestada.

## Historiografia

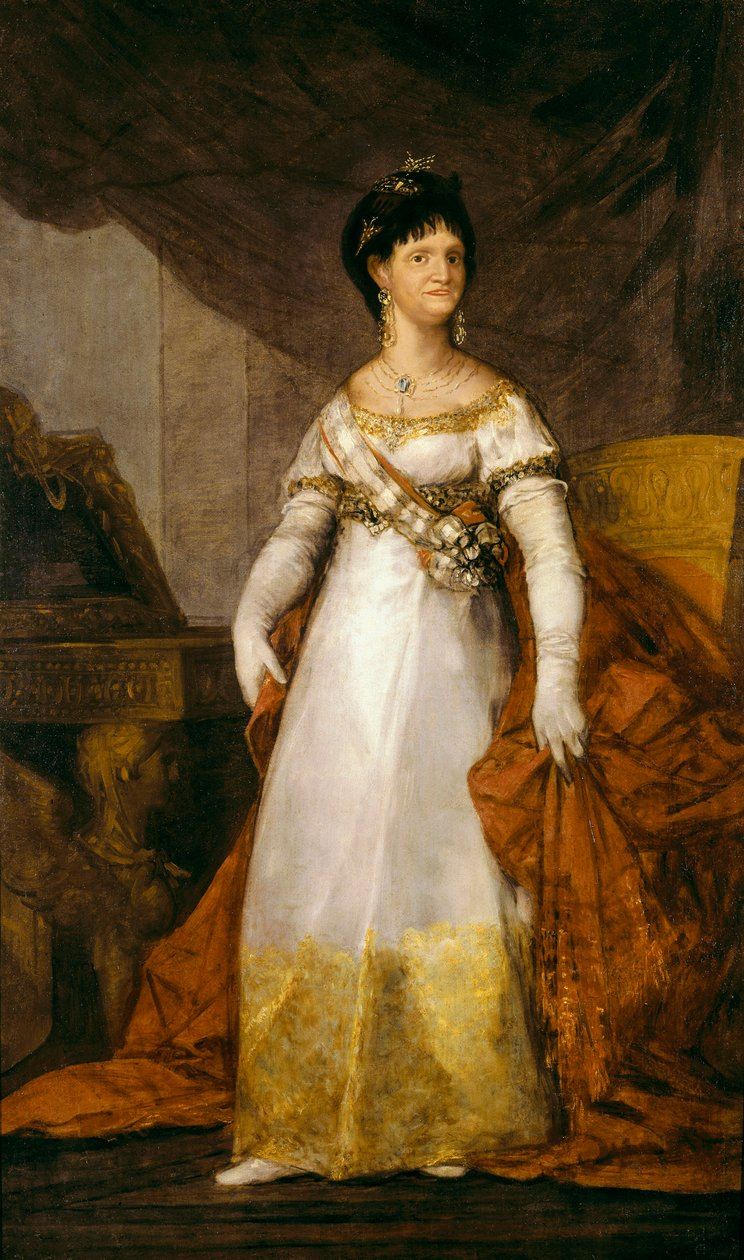
Maria Luísa

Nenhuma outra consorte espanhola foi tão odiada, acusada ou abusada como a "moralmente corrupta" Maria Luísa. Segundo o historiador Antonio Juan Calvo Maturana em sua obra María Luisa de Parma: Reina de España, esclava del mito, esta rainha, tão injuriada durante dois séculos, se tornou
um bode expiatório dos males da monarquia espanhola, no que diz respeito a todos os estereótipos misóginos que a cultura patriarcal em geral (e a historiografia liberal em particular) semeou em nosso imaginário coletivo. Calvo Maturana discorre que no século XXI "Maria Luísa de Parma permanece como uma piada sexual na aula de História Moderna da Espanha, um sorriso cúmplice com um espesso véu nos congressos e um anedota para apimentar as visitas guiadas ao Museu do Prado."
Calvo Maturana ainda destaca a coincidência de Maria Luísa ter vivido numa "Era das rainhas libertinas", em que as consortes de Nápoles, França, Portugal e Espanha teriam sido esposas infiéis de maridos fracos e tolos, bem como amantes de ministros importantes. O historiador discorre que realizando um exercício de história comparada, podemos compreender a difamação usada como uma arma política usada para minar a autoridade dos monarcas reinantes. O período histórico no qual Maria Luísa e outras rainhas estavam incluídas — período que abrigou uma certa mudança de valores políticos, baseada na imposição de um padrão burguês ao julgar os usos tradicionais das Cortes do Antigo Regime como uma forma de desacreditar as mulheres com poder – também aponta respostas para a série de difamações que a consorte espanhola enfrentou (e ainda enfrenta) por parte da historiografia.
A questão historiográfica acerca da figura de Maria Luísa permanece complexa. Antes da ascensão de seu filho Fernando VII, a propaganda monarquista retratava-a como uma consorte materna e doméstica, próxima dos preceitos morais burgueses, assumidos pela dinastia Bourbon ao longo do século. Todavia, já no reinado de Fernando VII, a imagem de Maria Luísa usualmente aparece como de uma libertina; o próprio Fernando VII tentou desfazer, a partir de 1814, todas as acusações feitas acerca da imagem de sua mãe até 1808, afinal tais acusações poderiam deslegitimá-lo como monarca. Apesar de que nos últimos a historiografia tem avançado, ainda é complexo ler Maria Luísa, difícil desatrelar mulher e mito.

## Na cultura
Maria Luísa despertou o interesse em torno de sua figura histórica, tendo sido representada em várias produções do cinema. No filme The Naked Maja, de 1958, ela foi interpretada por Lea Padovani. No filme de 1971, Goya – oder der arge Weg der Erkenntnis, o papel da rainha foi interpretado por Tatyana Lolova. No filme Carlota Joaquina, Princesa do Brazil, de 1995, Maria Luísa foi interpretada por Vera Holtz. Em 1999, ela foi por Stefania Sandrelli no filme Volavérunt. A soberana também foi no filme de 2006, Sombras de Goya, por Blanca Portillo.

## Títulos, honras e brasão

### Títulos e estilos
- 9 de dezembro de 1751 – 4 de setembro de 1765: "Sua Alteza Real, a Princesa Maria Luísa de Parma, Placência e Guastalla"
- 4 de setembro de 1765 – 14 de dezembro de 1788: "Sua Alteza Real, a Princesa de Astúrias"
- 14 de dezembro de 1788 – 19 de março de 1808: "Sua Majestade, a Rainha da Espanha"

### Honras
- Grã-Mestra da Ordem das Damas Nobres da Espanha[42]
- Dama da Ordem da Cruz Estrelada (Primeira Classe)[43]

### Brasão
| Brasão de Maria Luísa como rainha ordenado com a insígnia da Ordem das Damas Nobres de Espanha. |

## Descendência
Maria Luísa engravidou vinte e quatro vezes e teve quatorze filhos. Apenas sete chegaram à idade adulta:
| Nome                      | Imagem                | Nascimento              | Morte                  | Observações |
| ------------------------- | --------------------- | ----------------------- | ---------------------- | --- |
| Carlos Clemente           |                       | 19 de setembro de 1771  | 7 de março de 1774     | O Papa Clemente XIV foi seu padrinho. Morreu na infância. |
| Carlota Joaquina          |                       | 25 de abril de 1775     | 7 de janeiro de 1830   | Casou-se com D. João VI de Portugal em 1785, com descendência. |
| Maria Luísa Carlota       |                       | 11 de setembro de 1777  | 2 de julho de 1782     | Morreu na infância. |
| Maria Amália              |                       | 9 de janeiro de 1779    | 22 de julho de 1798    | Casou-se com Antônio Pascoal da Espanha em 1795, com descendência. |
| Carlos Domingo            |                       | 5 de março de 1780      | 11 de junho de 1783    | Morreu na infância. Após seu nascimento seu pai libertou todos os prisioneiros de Puerto San Julián como sinal de celebração. |
| Maria Luísa               |                       | 6 de julho de 1782      | 13 de março de 1824    | Casou-se com Luís I da Etrúria em 1795, com descendência. |
| Carlos Francisco de Paula |                       | 5 de setembro de 1783   | 11 de novembro de 1784 | Gêmeos. Morreram na infância. |
| Filipe Francisco de Paula | 18 de outubro de 1784 | 5 de setembro de 1783   |                        | Gêmeos. Morreram na infância. |
| Fernando VII              |                       | 14 de outubro de 1784   | 29 de setembro de 1833 | Casou-se com Maria Antônia de Nápoles em 1802, sem descendência. Casou-se com Maria Isabel de Portugal em 1816, sem descendência. Casou-se com Maria Josefa da Saxônia em 1819, sem descendência. Casou-se com Maria Cristina das Duas Sicílias em 1829, com descendência. |
| Carlos                    |                       | 29 de março de 1788     | 30 de março de 1855    | Casou-se com Maria Francisca de Portugal em 1816, com descendência. Casou-se com Maria Teresa de Portugal em 1838, sem descendência. |
| Maria Isabel              |                       | 6 de julho de 1789      | 13 de setembro de 1848 | Casou-se com Francisco I das Duas Sicílias em 1802, com descendência. |
| Maria Teresa              |                       | 16 de fevereiro de 1791 | 2 de novembro de 1794  | Morreu na infância de varíola. |
| Filipe Maria              |                       | 28 de março de 1792     | 1 de março de 1794     | Morreu na infância. |
| Francisco de Paula        |                       | 10 de março de 1794     | 13 de agosto de 1865   | Casou-se com Luísa Carlota das Duas Sicílias em 1819, com descendência. |

Além disso, Maria Luísa teve outras dez gestações que terminaram em abortos:
- Um aborto de uma filha no 4º mês de gravidez (19 de dezembro de 1775).
- Um aborto espontâneo de uma filha no 6º mês de gravidez (16 de agosto de 1776).
- Um aborto espontâneo no 1º mês de gravidez (22 de janeiro de 1778).
- Um aborto de um filho no 4º mês e meio de gravidez (17 de janeiro de 1781).
- Um aborto espontâneo no 1º mês de gravidez (4 de dezembro de 1789).
- Um aborto espontâneo no 1º mês de gravidez (30 de janeiro de 1790).
- Um aborto espontâneo no 1º mês de gravidez (30 de março de 1790).
- Um aborto espontâneo de um filho no 5º mês e meio de gravidez (11 de janeiro de 1793).
- Um aborto de um filho no 4º mês e meio de gravidez (20 de março de 1796).
- Um aborto espontâneo em 1799.